# Wim Hogenkamp

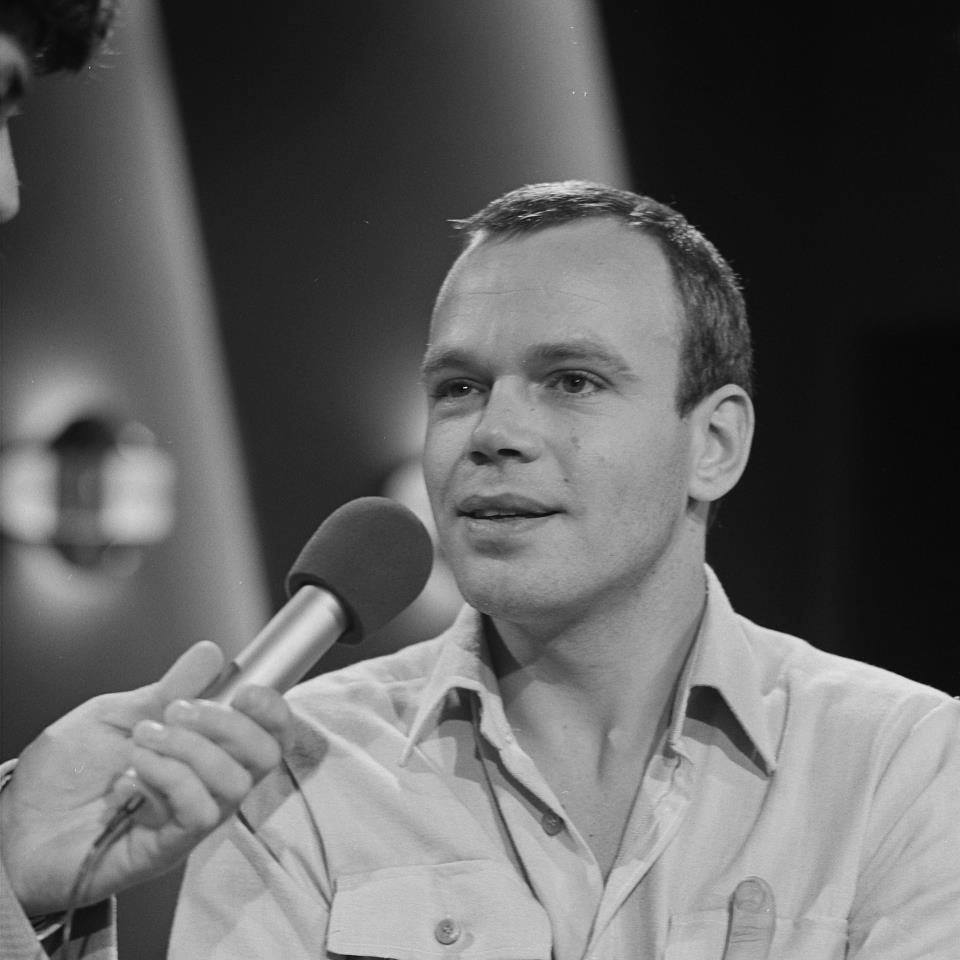

Wim Hogenkamp (* 14. Juni 1947 in Groningen; † 5. Februar 1989 in Amsterdam) war ein niederländischer Schauspieler, Liedtexter und Sänger.

## Werdegang
Hogenkamp begann seine Karriere als Darsteller in Werbespots. Nach einer Schauspielausbildung bei Fien Berghegge erhielt er einige kleinere Rollen, vor allem in unabhängigen Produktionen. In den Jahren 1974/75 spielte er in der Kinderkrimiserie Q & Q die Rolle des Anthony van Slingelandt Jr. Auf der Leinwand war Hogenkamp in Nebenrollen in Die Brücke von Arnheim von Richard Attenborough und Pastorale 1943 von Wim Verstappen zu sehen.
Ab Ende der 1970er Jahre war er als Liedtexter für verschiedene Künstler tätig. Gemeinsam mit Frank Affolter entstand 1977 das Lied De mallemolen, mit dem Affolters Schwester Heddy Lester beim Grand Prix Eurovision de la Chanson den zwölften Platz erreichte. Daraus entstand eine mehrjährige Zusammenarbeit für die Soloprogramme von Lester. 1978 und 1981 entstanden zwei Alben als Solokünstler. 1981 trat er zusammen mit den Sängerinnen Lori Spee und Suzanne Michaels beim Musikfestival Kneistival auf.
Ab den 1980er Jahren leitete er das an der Amsterdamer Prinsengracht gelegene Theatercafé De Suikerhof, in dem er insbesondere jungen Künstlern ein Forum für Auftritte gab. Gegen Ende der 1980er Jahre erkrankte er an den Folgen seiner HIV-Infektion. Am 5. Februar 1989 wurde Hogenkamp in seiner Wohnung erschossen aufgefunden. Die genauen Umstände seines Todes konnten nie aufgeklärt werden.

## Auszeichnungen
Als Textdichter erhielt Hogenkamp 1978 für das Lied Afscheid den Louis-David-Preis. 1979 wurde sein Album Heel Gewoon mit einem Edison ausgezeichnet.

## Diskografie
Alben
- 1978: Heel Gewoon
- 1981: Punt Uit